# Glyptopetalum marivelense
Glyptopetalum marivelense är en benvedsväxtart som först beskrevs av Adolph Daniel Edward Elmer, och fick sitt nu gällande namn av Merrill. Glyptopetalum marivelense ingår i släktet Glyptopetalum och familjen Celastraceae. Inga underarter finns listade.